# Замок Маркрі

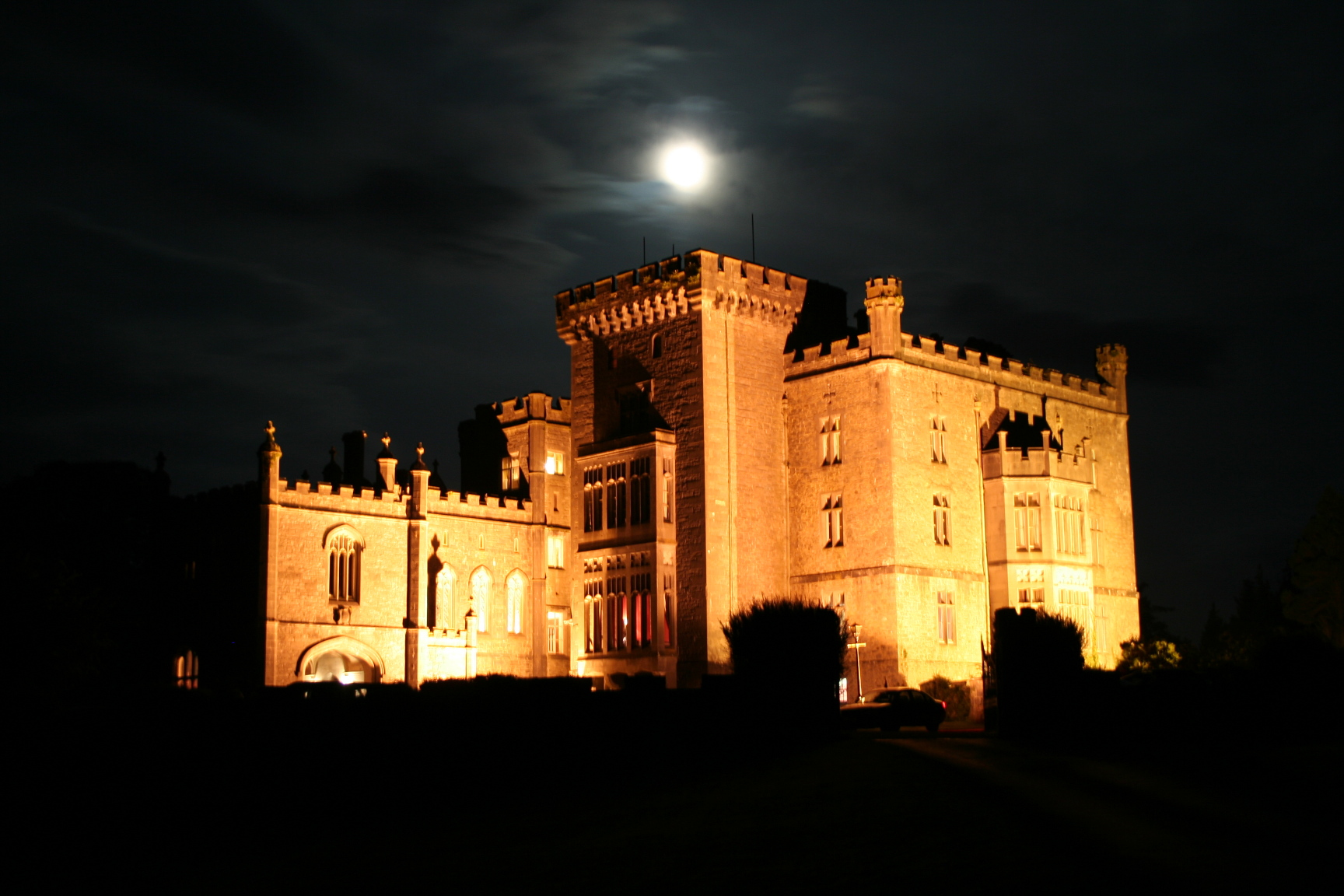
Замок Маркрі.

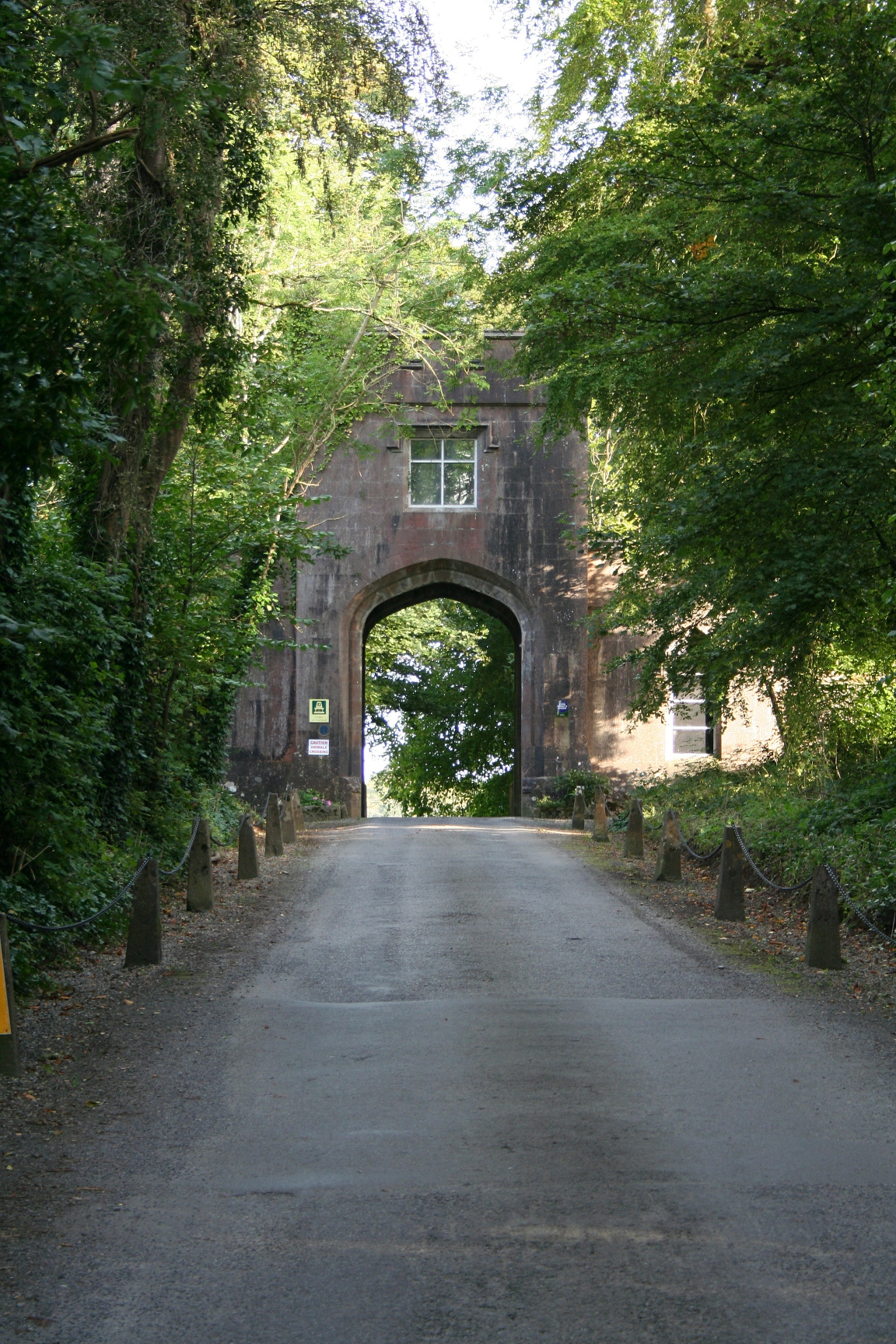
Врата замку Маркрі.

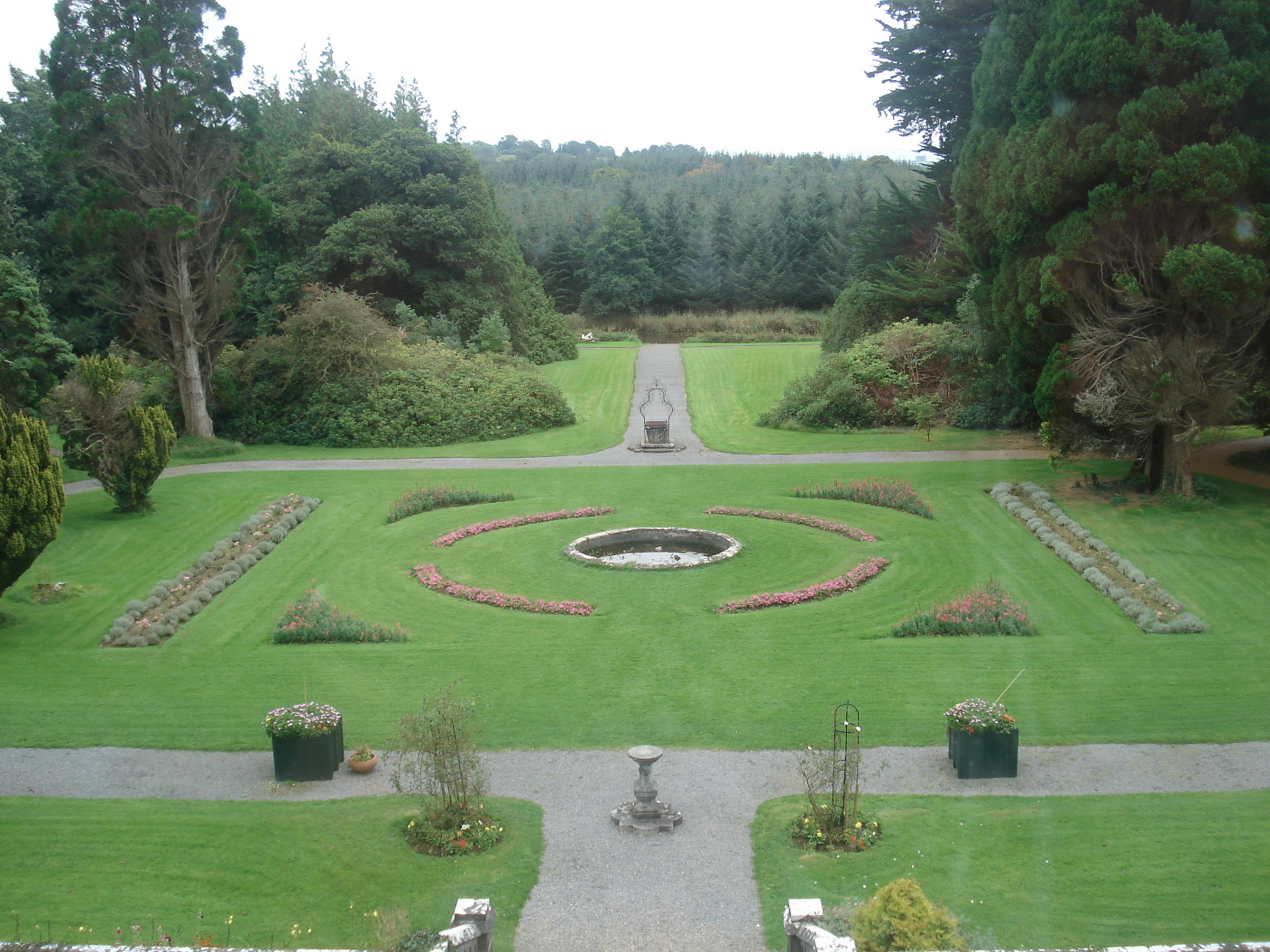
Сад замку Маркрі.

Замок Маркрі (англ. Markree Castle) — один із замків Ірландії, розташований в графстві Слайго. Замок був і нині є гніздом та оплотом роду Купер. Замок стоїть біля річки Уншін. Нині це готель.

## Історія замку Маркрі
Замок Маркрі був побудований у XIV столітті кланом Макдонах для захисту своїх земель та броду через річку Уншін. У 1641 році спалахнуло повстання за незалежність Ірландії. Клан Мак Донах підтримав повстання. Повстання було втоплене в крові Олівером Кромвелем. Замок Маркрі був захоплений англійськими військами. Олівер Кромвель дарував замок корнету Едварду Куперу, що служив в армії Олівера Кромвеля, коли його армія розгромила ірландський клан О'Браєн. У 1663 році Едвард Купер частково відновив замок і зробив його своєю резиденцією. Конор О'Браєн загинув в бою з англійськими військами. Едвард Купер одружився з його вдовою — Майре Руа (Рудій Мері). З двома своїми синами вони поселились в замку Дромоленд. Один син — Донох лишився жити в замку Дромоленд. Інший син успадкував замок Маркрі. Нинішній власник замку — Чарльз Купер є прямим нащадком цього сина.
Під час так званих вільямітських (якобітських) війн кінця XVII століття замок захопили війська короля католика Якова ІІ. Власникам замку — Куперам, що були прихильниками протестантів, довелося тікати. Після битви на річці Бойн король Яків ІІ покинув Ірландію, у 1690 році Купери знову повернулися в замок. Під час війни за незалежність Ірландії 1919—1922 років замок захопила Ірландська республіканська армія.
У 1830 році полковник Едвард Джошуа Купер (1798—1863) — депутат парламенту Об'єднаного королівства, старший син Едварда Сінга Купера, теж депутата парламенту та дочки Генрі Вансіттарта — губернатора Бенгалії розбудував і відремонтував замок, створив в замку Маркрі астрономічну обсерваторію. Протягом досить довгого часу телескоп Купера був найбільшим телескопом у світі. В обсерваторії працювали сам лорд Купер та його помічник Ендрю Грем. Королівське астрономічне товариство у 1851 році вважало цю обсерваторію однією з найкращих в світі. Обсерваторія працювала до смерті Едварда Генрі Купера в 1902 році.
Замок відвідував Сесіл Ф. Олександр у 1848 році і написав у замку свій знаменитий гімн «Всі діяння блискучі і красиві». Багато забудов замку датується 1802 роком. Їх здійснив архітектор Френсіс Джонстон. Деякі зміни були внесені в 1896 році.
Найнижча температура в історії Ірландії за час спостережень була офіційно зареєстрована в замку Маркрі 16 січня 1881 року і становила -19,1°С (- 2,4 °F).
Офіцер Британської армії Браян Купер успадкував замок після смерті свого батька в 1902 році і жив там з родиною довгий час (крім часів Першої світової війни) до своєї смерті в 1930 році.
Після Другої світової війни замок був закинутий і поступово перетворювався на руїну. У 1989 році Чарльз Купер відреставрував замок і перетворив його на готель. Готелем управляли Чарльз та Мері Купер. Це було вже 10 покоління Куперів, що живе в цьому замку. Але в 2015 році замок перейшов в інші руки — нині замком володіє родина Корскадден.
Навколо замку є 300 акрів заповідних угідь. Там живуть білки, видри, зимородки та інші представники ірландської фауни.
До входу в замок ведуть монументальні сходи, потім сходи ведуть до великого залу, потім сходи ведуть до 30 кімнат. Є вітраж з родоводом Куперів вікторіанських часів. Їдальня оформлена в стилі Луї Філіпа.